# Flugplatz Divača

i8
i11
i13
Der Flugplatz Divača (ICAO-Code: LJDI) ist ein Flugplatz in der Gemeinde Divača in Slowenien. Er wird durch den Klub Kraski Letalski Center betrieben.

## Lage
Der Flugplatz liegt etwa 2,5 km östlich des Bahnhofs von Divača. Naturräumlich liegt er zwischen der Vremščica und den Höhlen von Škocjan.

## Flugbetrieb
Der Flugplatz Divača hat keine geregelten Öffnungszeiten (PPR). Am Flugplatz ist der Letalski Klub Divača beheimatet, der eine Segelflugschule betreibt. Der Flugplatz verfügt über eine 774 m lange und 18 m breite Start- und Landebahn aus Asphalt (Richtung 13/31) sowie eine 750 m lange und 40 m breite Start- und Landebahn aus Gras (Richtung 11/29). Die Piste 11 darf ausschließlich für Landungen verwendet werden.

## Geschichte
Der Flugplatz Divača wurde im Dezember 1916 in Betrieb genommen. Er wurde durch die k.u.k. Luftfahrtruppen für den Bedarf und die Versorgung der Isonzofront erbaut. Am Ende des Ersten Weltkriegs kam der Flugplatz unter die Kontrolle Italiens, das das Flugplatzgelände verstaatlichte und ausbaute. Nach dem Ende des Zweiten Weltkriegs kam der Flugplatz unter die Kontrolle der Armee Jugoslawiens.